# تشارلي ويست
تشارلي ويست (بالإنجليزية: Charlie West)‏ هو لاعب كرة قدم أمريكية أمريكي، ولد في 31 أغسطس 1946 في بيغ سبرينغ في الولايات المتحدة.

## وصلات خارجية
- تشارلي ويست على موقع كلية كرة السلة في سبورتس رفرنس.كوم (الإنجليزية)
- تشارلي ويست على موقع مرجع كرة القدم المحترفة.كوم (الإنجليزية)